# Автобан A210 (Німеччина)
Федеральний автобан 210 (A210, нім. Bundesautobahn 210) — маршрут, що з'єднує столицю федеральної землі Кіль із Рендсбургом. Цей маршрут служить для подальшого полегшення маршруту наземного транспорту з Кіля до Шлезвіга та до Скандинавії.